# ゲイルスポート
ゲイルスポート（Gale Sport、1979年4月22日 - 不明）は、日本の競走馬。1200メートルの競走で残り20メートルまで先頭にいながらゴール直前にして大失速を繰り返したことから、1180mのスペシャリストとも呼ばれた。

## 経歴
1981年12月に競走馬としてデビュー。1200mの短距離戦を3勝し、クラシック1冠目の皐月賞に出走した。このレースには華麗なる一族に属する良血馬で1979年のセリで当時の日本最高価格である1億8500万円で落札されたハギノカムイオーが1番人気で出走したが、ゲイルスポートに騎乗した加賀武見は高額取引馬や血統の良い馬に闘志を掻き立てられる性格の持ち主で、逃げの競馬でデビュー3連勝を飾っていたハギノカムイオーに対し、レース前から「あいつに競馬の厳しさを心底から教え込んでやる」と公言し、ハギノカムイオーを先頭に立たせない意思を表明していた。実際にゲイルスポートはレーススタート直後から先頭に立ち、レース中盤で失速し20頭中19着に敗れたものの、先頭に立って逃げることができなかったハギノカムイオーもまた16着に敗れた。ゲイルスポートと加賀のコンビは続く東京優駿トライアルのNHK杯でもハギノカムイオーに逃げを許さず、結果的にハギノカムイオーは12着に敗れ東京優駿への出走を断念することになった。皐月賞とNHK杯のレースぶりから、ゲイルスポートは「良血馬ハギノカムイオーを惨敗に追いやった天敵」として競馬ファンに広く認識されることになった。
その後ゲイルスポートは東京優駿に出走せず、短距離のレースに出走した。1982年7月にはBSN杯を優勝。重賞競走でも同年のCBC賞で3着、翌1983年のスプリンターズステークスで4着と健闘を見せた。スプリンターズステークス出走後挫石を発症してからは成績が低迷し、条件戦を1勝したのみで1984年9月のレースを最後に競走馬を引退した。引退後の消息は分かっていない。

## 血統表
| ゲイルスポートの血統（ノーザンダンサー系 / Native Dancer4×4、Nearco4×5、Hyperion4×5×5 | ゲイルスポートの血統（ノーザンダンサー系 / Native Dancer4×4、Nearco4×5、Hyperion4×5×5 | ゲイルスポートの血統（ノーザンダンサー系 / Native Dancer4×4、Nearco4×5、Hyperion4×5×5 | （血統表の出典）   | （血統表の出典） |
| 父 *ノーザンテースト Nothan Taste 1971 栗毛                                           | 父の父Nothan Dancer 1961                                                              | Nearctic                                                                              | Nearco             | Nearco           |
| 父 *ノーザンテースト Nothan Taste 1971 栗毛                                           | 父の父Nothan Dancer 1961                                                              | Nearctic                                                                              | Lady Angela        |                  |
| 父 *ノーザンテースト Nothan Taste 1971 栗毛                                           | 父の父Nothan Dancer 1961                                                              | Natalma                                                                               | Native Dancer      | Native Dancer    |
| 父 *ノーザンテースト Nothan Taste 1971 栗毛                                           | 父の父Nothan Dancer 1961                                                              | Natalma                                                                               | Almahmoud          |                  |
| 父 *ノーザンテースト Nothan Taste 1971 栗毛                                           | 父の母Lady Victria 1962                                                               | Victria Park                                                                          | Chop Chop          | Chop Chop        |
| 父 *ノーザンテースト Nothan Taste 1971 栗毛                                           | 父の母Lady Victria 1962                                                               | Victria Park                                                                          | Victoriana         |                  |
| 父 *ノーザンテースト Nothan Taste 1971 栗毛                                           | 父の母Lady Victria 1962                                                               | Lady Angela                                                                           | Hyperion           | Hyperion         |
| 父 *ノーザンテースト Nothan Taste 1971 栗毛                                           | 父の母Lady Victria 1962                                                               | Lady Angela                                                                           | Sister Sarah       |                  |
| 母 レディダイヴァ 1972 鹿毛                                                           | 母の父Creme dela Creme 1963                                                           | Orimpia                                                                               | Helioporis         | Helioporis       |
| 母 レディダイヴァ 1972 鹿毛                                                           | 母の父Creme dela Creme 1963                                                           | Orimpia                                                                               | Miss Dolphin       |                  |
| 母 レディダイヴァ 1972 鹿毛                                                           | 母の父Creme dela Creme 1963                                                           | Judy Rullah                                                                           | Nasrullah          | Nasrullah        |
| 母 レディダイヴァ 1972 鹿毛                                                           | 母の父Creme dela Creme 1963                                                           | Judy Rullah                                                                           | Judy-Rae           |                  |
| 母 レディダイヴァ 1972 鹿毛                                                           | 母の母Native Lady 1965                                                                | *Raise a Native                                                                       | Native Dancer      | Native Dancer    |
| 母 レディダイヴァ 1972 鹿毛                                                           | 母の母Native Lady 1965                                                                | *Raise a Native                                                                       | Raise You          |                  |
| 母 レディダイヴァ 1972 鹿毛                                                           | 母の母Native Lady 1965                                                                | Red Tulip                                                                             | Jet Pilot          | Jet Pilot        |
| 母 レディダイヴァ 1972 鹿毛                                                           | 母の母Native Lady 1965                                                                | Red Tulip                                                                             | PopularityF-No.1-s |                  |
| 出典                                                                                  | 1.                                                                                    | 1.                                                                                    | 1.                 | 1.               |